# Joaquín Lemoine
José Joaquín Lemoine (o Lemoyne) (Chuquisaca; 20 de marzo de 1776 - Chuquisaca; 27 de junio de 1836)  fue uno de los principales impulsores de la Revolución de Chuquisaca del 25 de mayo de 1809. Tras el fracaso del movimiento, luchó en las fuerzas de las Provincias Unidas del Río de la Plata hasta consolidarse la libertad de su nación.

## Biografía
Joaquín Lemoine nació en Chuquisaca el 20 de marzo de 1776. Fue hijo de Jean Baptiste de Lemoine Pignolet y de Bárbara Villavicencio Leitón. Se educó en la ciudad y se dedicó al comercio, sumándose como muchos vecinos principales a las milicias locales. El 25 de octubre de 1803 revistaba como teniente de granaderos de las Milicias de Infantería. Involucrado en el partido de la independencia debió emigrar en 1806 a Buenos Aires.

### La revolución de Chuquisaca
En 1809 regresó a Chuquisaca, participando en el movimiento del 25 de mayo.
El día del movimiento, Joaquín y su hermano Juan Manuel forzaron sable en mano la resistencia de los frailes del Templo de San Francisco y consiguieron acceder a su campana que tocaron convocando al vecindario a la plaza mayor hasta que se rajó.
Tras el éxito del movimiento se organizaron cuerpos armados en su defensa al mando de Juan Antonio Álvarez de Arenales. El I regimiento de infantería fue puesto al mando de Joaquín Lemoine mientras que el III regimiento de Plateros al de Juan Manuel, su hermano.
Con el objetivo disimulado de fomentar la independencia y el formal de transmitir sus leales intenciones para con Fernando VII y llevar a cabo tareas encomendadas por la Audiencia se enviaron emisarios a distintas ciudades, entre los que se contaba Joaquín Lemoine quien con Eustaquio Moldes partió a Santa Cruz de la Sierra.

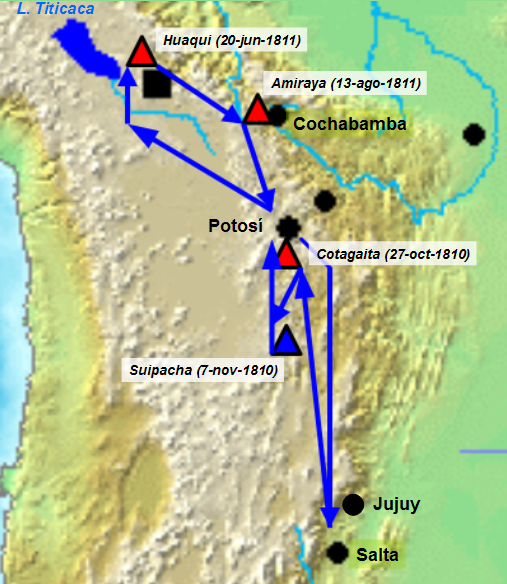
Mapa de la primera campaña al Alto Perú (1810-1811).

Vencida la revuelta, el 10 de febrero de 1810 el mariscal Vicente Nieto mandó prender y poner incomunicados a todos los oidores de la Real Audiencia de Charcas, a Joaquín Lemoine, Juan Antonio Fernández, Juan Antonio Álvarez de Arenales, Domingo Aníbarro, Angel Gutiérrez, Dr.Angel Mariano Toro, Manuel de Zudáñez (quien murió en prisión) y su hermano Jaime de Zudáñez, Antonio Amaya, Dr.Bernardo Monteagudo, a los franceses Marcos Miranda y José Sivilat y a otros más que pudieron evadirse.
el mariscal Vicente Nieto lo confinó en Salta junto a su hermano, su hijo Fortunato y Bernardo Monteagudo.
La esposa de Lemoine, María Teresa Bustos y Salamanca, con quien había casado en 1805, había tenido también una participación activa en el movimiento, vendiendo incluso todas sus joyas para comprar pólvora y armas.
Al descubrir Nieto la actuación de Teresa Bustos, confiscó sus bienes y la desterró a Lagunilla en compañía de sus otros cinco hijos aún pequeños y allí fue enviada a prisión. 
Fue liberada tras los triunfos del Ejército del Norte y se incorporó de lleno a la revolución. Derrotadas las fuerzas patriotas en Vilcapugio y Ayohuma, Teresa Bustos mantuvo el contacto entre los patriotas a través de un sirviente mudo al que cosía los informes en los forros de la ropa. Fue nuevamente encarcelada, condenada a muerte y forzada a presenciar la ejecución de sus compañeros. Se dilató la ejecución de su sentencia y cuando finalmente le fue conmutada ya había perdido la razón, muriendo al poco tiempo, en 1818.

### Campaña del Ejército del Norte
Joaquín Lemoine por su parte se integró al Ejército del Norte bajo el mando de Antonio González Balcarce. Se distinguió y fue herido en la Batalla de Huaqui y en la de Tucumán, tras la que fue ascendido a capitán el 26 de octubre de 1812.

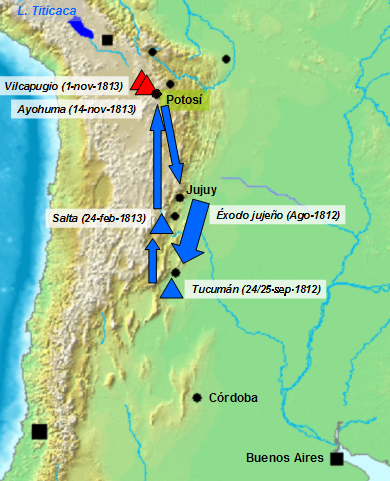
Segunda Campaña al Alto Perú (1812-1813).

El 25 de mayo de 1813 fue ascendido a sargento mayor y combatió en la batalla de Salta como segundo jefe del batallón de Pardos y Morenos al mando de Superí.
El 29 de noviembre de 1815 fue designado Administrador de Correos de Chuquisaca por el general Martín Rodríguez y confirmado por el general José Rondeau.
Tras la derrota de Sipe Sipe debió abandonar su patria y en Salta se sumó a las fuerzas de Martín Miguel de Güemes.

### En Buenos Aires
En 1818 fue edecán del Congreso de Tucumán y el 10 de abril de 1820 se lo designó edecán en el breve mandato del gobernador Manuel de Sarratea.
Al producirse la Anarquía del Año XX se alejó de la política. En Buenos Aires casó con Josefa Pavón, nativa de la ciudad, instaló una panadería y ejerció diversos oficios para sobrevivir (fabricó cigarros, aserró madera, etc). Recién en marzo de 1823 obtuvo el pago que le correspondía por su servicio.

### Últimos años
Tras la batalla de Ayacucho Lemoine regresó finalmente a su patria. En 1835 fue nombrado vocal de Tribunal de Cuentas y en 1836 se desempeñó como diputado a la Asamblea Extraordinaria. Murió en Chuquisaca el 27 de junio de 1856. Sus restos fueron enterrados en la capilla del cementerio público y trasladados en 1897 al Panteón de los Hombres Notables.